# Clinanthus
Clinanthus is een geslacht van bolgewassen uit de narcisfamilie (Amaryllidaceae). De soorten komen voor van Ecuador tot in Noordwest-Argentinië.

## Soorten
- Clinanthus callacallensis (Ravenna) Meerow
- Clinanthus campodensis (Ravenna) Meerow
- Clinanthus caracensis (Ravenna) Meerow
- Clinanthus chihuanhuayu (Cárdenas) Meerow
- Clinanthus coccineus (Ruiz & Pav.) Meerow
- Clinanthus croceus (Savigny) Meerow
- Clinanthus elwesii (Baker) Meerow
- Clinanthus flammidus (Ravenna) Meerow
- Clinanthus fulvus (Herb.) Meerow
- Clinanthus glareosus (Ravenna) Meerow
- Clinanthus humilis (Herb.) Meerow
- Clinanthus imasumacc (Vargas) Meerow
- Clinanthus incarnatus (Kunth) Meerow
- Clinanthus incarum (Kraenzl.) Meerow
- Clinanthus inflatus Meerow & A.Cano
- Clinanthus longissimus Esquerre & Meerow
- Clinanthus luteus Herb.
- Clinanthus macleanicus (Herb.) Meerow
- Clinanthus microstephium (Ravenna) Meerow
- Clinanthus recurvatus (Ruiz & Pav.) Meerow
- Clinanthus ruber (Herb.) Meerow & A.Cano
- Clinanthus sunchubambae (Ravenna) Meerow
- Clinanthus variegatus (Ruiz & Pav.) Meerow

... · 
Acis · 
Amaryllis · 
Boophone · 
Clivia · 
Crinum (Haaklelie) · 
Galanthus (Sneeuwklokje) · 
Hippeastrum · 
Hymenocallis · 
Leucojum (Narcisklokje) · 
Narcissus (Narcis) · 
Pancratium · 
Scadoxus · 
Sprekelia · 
Sternbergia · 
...